# Войшин-Мурдас-Жилинский, Леонид Паулинович
Леонид Паулинович Войшин-Мурдас-Жилинский (1 июня 1861, село Манойлешты, Бессарабская область, Российская Империя — 23 февраля 1924, Нижний Новгород, СССР) — российский военный деятель, генерал-лейтенант (1911).

## Хронологический послужной список
- 01.06.1861 — родился. Уроженец с. Манойлешты, Бессарабия. Из дворян. Православный.
- Общее образование получил во 2-й военной Санкт-Петербургской гимназии.
- 28.08.1878 — вступил в службу. Поступил в 1-е Павловское военное училище. Был портупей-юнкером.
- 08.08.1880 — окончил 1-е Павловское военное училище[1]. Из училища выпущен по 1-му разряду прапорщиком (ст. 08.08.1880) в 26-ю артиллерийскую бригаду.
- ст. 24.10.1881 — подпоручик.
- ст. 08.08.1885 — поручик.
- 1886 (ст. 21.03.1886) — штабс-капитан (за отличие).
- 1886 — окончил Николаевскую академию Генерального штаба по 1-му разряду[2].
- Состоял при Виленском ВО.
- 26.11.1886 — 13.02.1898 — старший адъютант штаба 27-й пехотной дивизии в Вильне.
- 1887—1895 — преподавал в Виленском пехотном юнкерском училище администрацию, топографию и тактику.
- 13.02.1888 — 04.11.1891 — помощник старшего адъютанта штаба Виленского ВО.
- ст. 24.04.1888 — капитан.
- 12.11.1889 — 12.11.1890 — отбывал цензовое командование ротой в 105-м пехотном Оренбургском полку.
- 04.11.1891 — 12.10.1892 — обер-офицер для особых поручений при штабе Виленского ВО.
- 1891 — награждён орденом Святого Станислава 3-й ст.
- 20.12.1892 — 08.01.1896 — старший адъютант штаба Виленского ВО.
- ст. 28.03.1893 — подполковник.
- 1895 — награждён орденом Святой Анны 3-й ст.
- 08.01.1896 — 15.02.1900 — заведующий передвижениями войск по ж/д и водным путям Виленского района.
- 1897 — Высочайшая благодарность.
- 1897 (ст. 13.04.1897) — полковник (за отличие).
- 01.05. — 02.09.1898 — отбывал цензовое командование батальоном в 107-м пехотном Троицком полку в Вильне.
- 15.02.1900 — 16.03.1904 — Начальник Виленского пехотного юнкерского училища[3].

Войшин-Мурдас-Жилинский Л. П. в чине генерал-майора в 1904—1906 гг. на должности начальника военных сообщений 2-й Маньчжурской армии в период РЯВ.

- 1901 — награждён орденом Святого Станислава 2-й ст.
- 16.03. — 28.09.1904 — начальник военных сообщений Виленского ВО.
- 28.09.1904 (ст. 17.04.1905) — генерал-майор (за отличие).
- 1904—1905 — участник Русско-японской войны.
- 1904 — награждён орденом Святой Анны 2-й ст.
- 28.09.1904-10.08.1906 — начальник военных сообщений 2-й Маньчжурской армии.
- 1905 — награждён орденом Святого Станислава 1-й ст. с мечами.
- 1905 — награждён орденом Святого Владимира 3-й ст.
- 10.08.1906-1917 — назначен директором Нижегородского графа Аракчеева кадетского корпуса[4].

Войшин-Мурдас-Жилинский Л. П. в чине генерал-лейтенанта в рабочем кабинете во время службы директором Нижегородского графа Аракчеева кадетского корпуса (1911—1917 гг.)

- 06.12.1909 — награждён орденом Святой Анны 1-й ст.
- 1911 (ст. 10.04.1911) — генерал-лейтенант (за отличие).
- 06.12.1913 — награждён орденом Святого Владимира 2-й ст.
- 28.09.—06.10.1919 — он и его брат арестовывались Нижегородской ЧК, после ряда допросов и частичной конфискации имущества[5] оба были освобождены[6].

«Сам я стою вне всяких партий. Служу только делу».— Строчка из записи в протоколе допроса Нижегородской ЧК.

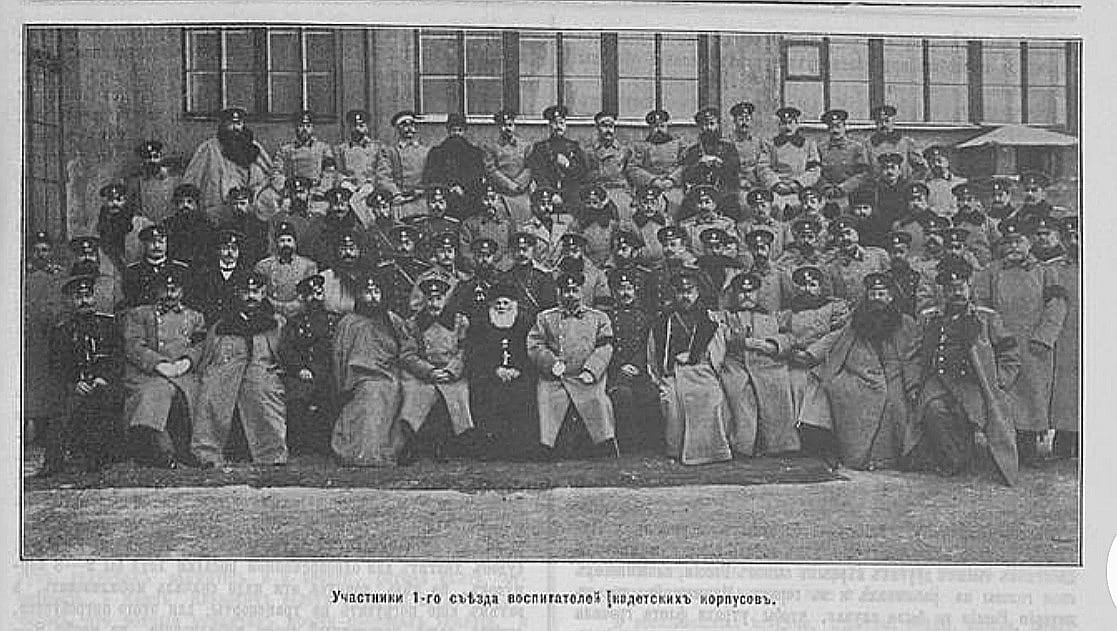
Первый ряд: А. И. Калишевский, Н. А. Хамин, Е. Е. Семашкевич, П. Н. Лазарев-Станищев, В. В. Римский-Корсаков, В. Э. Данкварт, В. А. Шильдер, Л. П. Войшин-Мурдас-Жилинский, Н. А. Радкевич, В. В. Григоров, Н. П. Попов, В. М. Кох. Второй ряд: Н. А. Зотов, М. Л. Салатко-Петрище, Н. Д. Казанцев, К. П. Сангайло, В. В. Цытович, М. А. Трубников, В. И. Греков, А. В. Полторацкий, Г. Ф. Гирс, А. Н. Зауервейд, Е. И. Глотов, А.Ф Вячеслов, И. И. Рыковский, Н. К. Михайловский, В. Д. Языков, А. Л. Вильке, Д. А. Агищев, Н. Н. Бахтин, А. Н. Антонов, Е. А. Заржецкий. Третий ряд: М. А. Угрюмов, Н. Г. Лукирский, В. В. Гаврилович, Ф. В. Гринев, Б. А. Вильбоа, В. П. Дзякович, И. А. Завадский, Г. Д. Дитерихс, М. И. Мягков, В. И. Попов-Азотов, Н. Л. Хитрин, В. О. Плошинский, А. С. Азарьев, Н. Д. Коптев, В. А. Муромцев, Ф. Н. Доннер, В. В. Смирнов, А. Д. Ромашкевич, Н. Н. Купчинский, М. А. Сафонов. Четвёртый ряд: К. К. Лютер, Н. С. Желязовский, В. С. Лавров, Б. А. Гартвиг, А. С. Манучаров, В. И. Бурков, Т. В. Львов, П. П. Шаховской, В. С. Яковлев, В. Д. Чемякин, П. П. Черепанов, И. Г. Денисов, В. В. Татаринов, Н. В. Петров. Санкт-Петербург. 1908 год

- 15.01.1919—09.10.1922 — приватный преподаватель военной топографии во 2-й Нижегородской пехотной школе командного состава, преподавал также в полковых школах и на временных инструкторских курсах, а также в педагогическом институте и Всеобуче (низшую геодезию).
- 09.10.1922 — штатный преподаватель Нижегородской пехотной школы.
- 23.02.1924 — умер в Нижнем Новгороде. Похоронен на местном лютеранском кладбище.

## Благотворительность
Являлся членом ряда благотворительных обществ. За труды на ниве «человеколюбия» был удостоен Знака Российского Общества Красного креста.

## Семья
Его брат: Ипполит Паулинович — с 14.04.1913 г. генерал от инфантерии, командующий 14-м армейским корпусом РИА; в РККА.

Был женат (жена — Анна Павловна, урождённая Клауз, умерла около 1900 года) и имел 2 детей.  Один из сыновей — Владимир — умер в детстве, а другой — Борис Леонидович Жилинский [17(29).05.1890, Bильнюс — 18.10.1961, Москва] — известный пианист, российский композитор, заслуженный артист РСФСР (1944), ученик С. Ляпунова и К. Кипа, был близок с М. Балакиревым, солист Всесоюзного радио; похоронен в Москве на Новодевичьем кладбище.